# F (dźwięk)
F (nazwa solmizacyjna: fa) – dźwięk, którego częstotliwość w oktawie razkreślnej wynosi 349,6 Hz. Jest to tonika gam F-dur i f-moll. W szeregu diatonicznym jest to czwarty dźwięk w każdej oktawie.
Dźwięki równoważne enharmonicznie to: eis i geses.